# Alice Lake

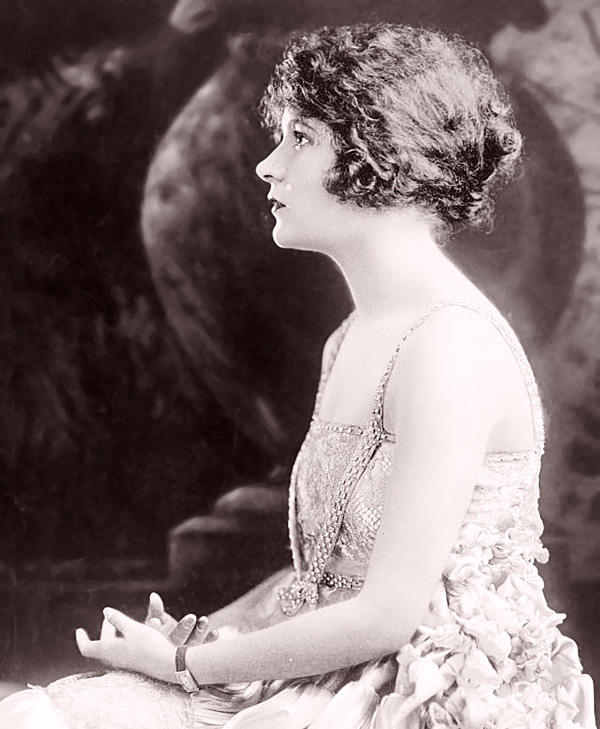
Alice Lake hacia 1920

Alice Lake (Nueva York, 12 de septiembre de 1895 – Hollywood, 15 de noviembre de 1967) fue una actriz cinematográfica estadounidense, activa principalmente en la época del cine mudo, actuando a menudo en cortos de Roscoe Arbuckle.

## Biografía

### Carrera
Nacida en el barrio de Brooklyn, en Nueva York, Lake empezó su carrera como bailarina a los diecisiete años de edad. Debutó en la pantalla en 1912 con la productora Vitagraph Studios en Nueva York, participando en numerosos filmes de Wally Van. En 1916 rodó diversas producciones para Triangle Film Corporation en los estudios que Keystone tenía en la Costa Este, participando en el film The moonshiners, de Roscoe Arbuckle. Cuando este dejó a Mack Sennett para crear Comique Film Corporation, ella trabajó con él, obteniendo sus primeros papeles principales con la serie de comedias de Fatty. En las mismas tuvo la oportunidad de actuar junto a Buster Keaton y Alfred St. John, siendo algunas de las más importantes The Rough House (1917), Good Night, Nurse (1918) y The Cook (1918). 
En 1920 abandonó la comedia burlesca y entró a formar parte de Metro-Goldwyn-Mayer para rodar una serie de comedias dramáticas que marcaron la cima de su carrera, llegando a ganar 1.200 dólares semanales. Fue compañera de reparto en 1921 del joven Rodolfo Valentino en Uncharted Seas, de Wesley Ruggles. Lake también interpretó papeles dramáticos, aunque con un limitado éxito, actuando junto a Bert Lytell en Blackie's Redemption y The Lion's Den, producciones estrenadas en 1919. Sin embargo, tras la llegada del cine sonoro su trayectoria se resintió, y hubo de centrarse en la interpretación de personajes de reparto. Su última actuación en el cine fue un pequeño papel en el film de 1935 Frisco Kid. En total, trabajó en noventa y seis producciones cinematográficas.

### Vida personal
En marzo de 1924 Lake se casó con el actor Robert Williams, aunque la pareja se divorció en 1925. Antes de romper definitivamente, se separaron y reconciliaron en tres ocasiones. Williams había sido un artista de vodevil y actor teatral, y previamente había estado casado con la cantante Marion Harris.
Alice Lake falleció a causa de un infarto agudo de miocardio en el Paradise Sanitarium de Hollywood, California, en 1967. Tenía 71 años de edad. Fue enterrada en el Cementerio Valhalla Memorial Park, en North Hollywood.
Por su contribución a la industria cinematográfica, a Lake se le concedió una estrella en el Paseo de la Fama de Hollywood, en el 1620 de Vine Street.

## Filmografía
- 1912 The Picture Idol, de James Young.
- 1914 How to Do It and Why, de Wally Van.
- 1914 Who's Who in Hogg Hollow.
- 1915 The Mystery of the Empty Room, de Cortland Van Deusen.
- 1915 The Ruling Power, de Lionel Belmore.
- 1915 Playing Dead, de Sidney Drew.
- 1915 Welcome to Bohemia, de Wally Van.
- 1915 Insuring Cutey, de Wally Van.
- 1915 Love, Snow and Ice, de Wally Van.
- 1915 The Boarding House Feud, de Lee Beggs.
- 1915 Levy's Seven Daughters, de Wally Van.
- 1916 The Fifth Ace, de William Parker.
- 1916 The Moonshiners, de Roscoe Arbuckle.
- 1916 The Waiters Ball, de Roscoe Arbuckle.
- 1916 A Creampuff Romance, de Roscoe Arbuckle.
- 1917 The Grab Bag Bride.
- 1917 A Finished Product, de Reggie Morris.
- 1917 Her Nature Dance, de William Campbell.
- 1917 The butcher Boy, de Roscoe Arbuckle.
- 1917 Fatty en bombe, de Roscoe Arbuckle.
- 1917 Come Through, de Jack Conway.
- 1917 The Rough House, de Roscoe Arbuckle.
- 1917 His wedding Night, de Roscoe Arbuckle.
- 1917 The Texas Sphinx, de Fred Kelsey.
- 1917 Oh, Doctor !, de Roscoe Arbuckle.
- 1917 Fatty at Coney Island, de Roscoe Arbuckle.
- 1917 A Country Hero, de Roscoe Arbuckle.
- 1918 Whose Little Wife Are You?, de Edward F. Cline
- 1918 The Cook, de Roscoe Arbuckle.
- 1918 Good Night, Nurse, de Roscoe Arbuckle.
- 1918 Moonshine, de Roscoe Arbuckle.
- 1918 The Bell Boy, de Roscoe Arbuckle.
- 1918 Out West, de Roscoe Arbuckle.
- 1919 Lombardi, Ltd., de Jack Conway.
- 1919 Should a Woman Tell?, de John Ince.
- 1919 Shades of Shakespeare, de Al Christie.
- 1919 A Desert Hero, de Roscoe Arbuckle.
- 1919 Full of Pep, de Harry L. Franklin.
- 1919 The Lion's Den, de George D. Baker.
- 1919 Blackie's Redemption, de John Ince.
- 1919 East Lynne with Variations, de Edward F. Cline
- 1919 Rip & Stitch : Tailors, de Malcolm St. Clair y William Watson.
- 1919 Cupid's Day Off, de Edward F. Cline
- 1919 Camping Out, de Roscoe Arbuckle.
- 1920 The Misfit Wife, de Edmund Mortimer.
- 1920 Shore Acres, de Rex Ingram.
- 1920 Body and Soul, de Charles Swickard.
- 1921 Hole in the Wall, de Maxwell Karger.
- 1921 The Infamous Miss Revell, de Dallas M. Fitzgerald
- 1921 Over the Wire, de Wesley Ruggles.
- 1921 Uncharted Seas, de Wesley Ruggles.
- 1921 The Greater Claim, de Wesley Ruggles.
- 1922 Environment, de Irving Cummings.
- 1922 More to Be Pitied Than Scorned, de Edward LeSaint.
- 1922 I Am the Law, de Edwin Carewe.
- 1922 Hate, de Maxwell Karger.
- 1922 Kisses, de Maxwell Karger.
- 1922 The Golden Gift, de Maxwell Karger.
- 1923 Nobody's Bride, de Herbert Blaché.
- 1923 The Spider and the Rose, de John McDermott.
- 1923 The Unknown Purple, de Roland West.
- 1923 The Marriage Market, de Edward LeSaint.
- 1923 Broken Hearts of Broadway, de Irving Cummings.
- 1923 Red Lights, de Clarence G. Badger.
- 1923 Modern Matrimony, de Lawrence C. Windom
- 1924 Dancing Cheat, de Irving Cummings.
- 1924 The Virgin, de Alan James.
- 1924 The Law and the Lady, de John L. McCutcheon
- 1925 The Lost Chord, de Wilfred Noy.
- 1925 The Overland Limited, de Frank O'Neill.
- 1925 The Price of Success, de Tony Gaudio.
- 1926 The Wives of the Prophet, de James A. Fitzgerald
- 1926 Broken Homes, de Hugh Dierker.
- 1926 The Hurricane, de Fred Caldwell.
- 1926 The Truth About Men, de Elmer Clifton.
- 1927 Spider Webs, de Wilfred Noy.
- 1927 Roaring Fires, de Barry Barringer.
- 1927 The Angel of Broadway, de Lois Weber.
- 1927 The Haunted Ship, de Forrest Sheldon.
- 1928 Obey Your Husband, de Charles J. Hunt
- 1928 Women Men Like
- 1928 Runaway Girls, de Mark Sandrich.
- 1929 Untamed Justice, de Harry S. Webb
- 1929 Circumstantial Evidence, de Wilfred Noy.
- 1929 Twin Beds, de Alfred Santell.
- 1929 Frozen Justice, de Allan Dwan.
- 1930 Young Desire, de Lewis D. Collins
- 1931 Wicked, de Tony Ealey.
- 1933 Skyway, de Lewis D. Collins.
- 1933 Stage Mother, de Charles Brabin.
- 1934 Wharf Angel, de William Cameron Menzies y George Somnes.
- 1934 Glamour, de William Wyler.
- 1934 The Girl from Missouri, de Jack Conway.
- 1934 Death on the Diamond, de Edward Sedgwick.
- 1934 Broadway Bill, de Frank Capra.
- 1934 Babes in Toyland, de Gus Meins y Charley Rogers.
- 1934 The Mighty Barnum, de Walter Lang.
- 1935 Emeutes, de Lloyd Bacon.
- 1936 Hollywood Boulevard, de Robert Florey.